# Championnat de Colombie de football 1976
Navigation
Saison précédente Saison suivante
La saison 1976 du Championnat de Colombie de football est la vingt-neuvième édition du championnat de première division professionnelle en Colombie. Les quatorze meilleures équipes du pays sont regroupées au sein d'une poule unique, où elles s'affrontent lors de deux tournois saisonniers, disputés en matchs aller et retour. La poule nationale pour le titre voit s'affronter les six meilleures équipes sur l'ensemble des deux tournois. À l'issue de la compétition, il n'y a ni promotion, ni relégation.
C'est le club de l'Atlético Nacional qui remporte la compétition, après avoir terminé en tête de l' Hexagonal, devant le Deportivo Cali et le CD Los Millonarios. C'est le troisième titre de champion de l'histoire du club.

## Les clubs participants
| - Independiente Santa Fe - CD Los Millonarios - Deportes Tolima - Atlético Bucaramanga - Once Caldas - Independiente Medellin - Unión Magdalena | - Atlético Nacional - Deportivo Pereira - América de Cali - Cucuta Deportivo - Deportes Quindio - Deportivo Cali - Atlético Junior |

## Compétition
Le barème utilisé pour établir le classement est le suivant -
- Victoire : 2 points
- Match nul : 1 point
- Défaite : 0 point

### Tournoi Ouverture

#### Classement
| Rang | Équipe                  | Pts | J  | G  | N  | P  | Bp | Bc | Diff |
| ---- | ----------------------- | --- | -- | -- | -- | -- | -- | -- | ---- |
| 1    | CD Los Millonarios      | 37  | 26 | 15 | 7  | 4  | 49 | 22 | +27  |
| 2    | Atlético Junior         | 37  | 26 | 16 | 5  | 5  | 35 | 17 | +18  |
| 3    | Deportivo Cali          | 29  | 26 | 11 | 7  | 8  | 35 | 28 | +7   |
| 4    | Atlético Nacional       | 27  | 26 | 11 | 5  | 10 | 30 | 24 | +6   |
| 5    | Independiente Santa FeP | 27  | 26 | 8  | 11 | 7  | 25 | 26 | -1   |
| 6    | Once Caldas             | 26  | 26 | 11 | 4  | 11 | 34 | 34 | 0    |
| 7    | Cúcuta Deportivo        | 26  | 26 | 8  | 10 | 8  | 24 | 28 | -4   |
| 8    | Atlético Bucaramanga    | 25  | 26 | 8  | 9  | 9  | 26 | 28 | -2   |
| 9    | Unión Magdalena         | 24  | 26 | 9  | 6  | 11 | 27 | 29 | -2   |
| 10   | Deportivo Pereira       | 23  | 26 | 7  | 9  | 10 | 29 | 35 | -6   |
| 11   | Independiente Medellín  | 22  | 26 | 7  | 8  | 11 | 23 | 37 | -14  |
| 12   | Deportes Tolima         | 21  | 26 | 6  | 9  | 11 | 23 | 35 | -12  |
| 13   | Deportes Quindío        | 20  | 26 | 4  | 12 | 8  | 29 | 37 | -8   |
| 14   | América de Cali         | 20  | 26 | 9  | 2  | 15 | 34 | 43 | -9   |

### Tournoi Clôture

#### Classement
Groupe A :
| Rang | Équipe                 | Pts | J  | G  | N  | P  | Bp | Bc | Diff |
| ---- | ---------------------- | --- | -- | -- | -- | -- | -- | -- | ---- |
| 1    | Atlético Nacional      | 26  | 21 | 10 | 6  | 5  | 38 | 18 | +20  |
| 2    | CD Los Millonarios     | 26  | 21 | 8  | 10 | 3  | 40 | 29 | +11  |
| 3    | Deportivo Cali         | 26  | 21 | 11 | 4  | 6  | 43 | 35 | +8   |
| 4    | Once Caldas            | 23  | 21 | 9  | 5  | 7  | 34 | 28 | +6   |
| 5    | Independiente Santa Fe | 21  | 21 | 8  | 5  | 8  | 24 | 26 | -2   |
| 6    | Atlético Junior        | 20  | 21 | 6  | 8  | 7  | 27 | 28 | -1   |
| 7    | Cúcuta Deportivo       | 15  | 21 | 4  | 7  | 10 | 23 | 37 | -14  |

Groupe B :
| Rang | Équipe                 | Pts | J  | G | N  | P  | Bp | Bc | Diff |
| ---- | ---------------------- | --- | -- | - | -- | -- | -- | -- | ---- |
| 1    | Deportes Quindío       | 25  | 21 | 7 | 11 | 3  | 28 | 22 | +6   |
| 2    | Independiente Medellín | 22  | 21 | 8 | 6  | 7  | 32 | 32 | 0    |
| 3    | Atlético Bucaramanga   | 21  | 21 | 7 | 7  | 7  | 22 | 27 | -5   |
| 4    | Unión Magdalena        | 20  | 21 | 4 | 12 | 5  | 23 | 24 | -1   |
| 5    | América de Cali        | 19  | 21 | 6 | 7  | 8  | 28 | 28 | 0    |
| 6    | Deportivo Pereira      | 19  | 21 | 5 | 9  | 7  | 26 | 33 | -7   |
| 7    | Deportes Tolima        | 15  | 21 | 4 | 7  | 10 | 18 | 39 | -21  |

### Classement cumulé
| Rang | Équipe                 | Pts | J  | G  | N  | P  | Bp | Bc | Diff |
| ---- | ---------------------- | --- | -- | -- | -- | -- | -- | -- | ---- |
| 1    | CD Los Millonarios     | 63  | 47 | 23 | 17 | 7  | 89 | 51 | +38  |
| 2    | Atlético Junior        | 57  | 47 | 22 | 13 | 12 | 62 | 45 | +17  |
| 3    | Deportivo Cali         | 55  | 47 | 22 | 11 | 14 | 78 | 63 | +15  |
| 4    | Atlético Nacional      | 53  | 47 | 21 | 11 | 15 | 68 | 42 | +26  |
| 5    | Once Caldas            | 49  | 47 | 20 | 9  | 18 | 68 | 62 | +6   |
| 6    | Independiente Santa Fe | 48  | 47 | 16 | 16 | 15 | 49 | 52 | -3   |
| 7    | Atlético Bucaramanga   | 46  | 47 | 15 | 16 | 16 | 48 | 55 | -7   |
| 8    | Deportes Quindío       | 45  | 47 | 11 | 23 | 13 | 57 | 59 | -2   |
| 9    | Unión Magdalena        | 44  | 47 | 13 | 18 | 16 | 50 | 53 | -3   |
| 10   | Independiente Medellín | 44  | 47 | 15 | 14 | 18 | 55 | 69 | -14  |
| 11   | Deportivo Pereira      | 42  | 47 | 12 | 18 | 17 | 55 | 68 | -13  |
| 12   | Cúcuta Deportivo       | 41  | 47 | 12 | 17 | 18 | 47 | 65 | -18  |
| 13   | América de Cali        | 39  | 47 | 15 | 9  | 23 | 62 | 71 | -9   |
| 14   | Deportes Tolima        | 32  | 47 | 8  | 16 | 23 | 41 | 74 | -33  |

|  | Qualification pour l' Hexagonal |
|  | T: Tenant du titre              |

- Le Deportes Quindio obtient sa qualification pour l'Hexagonal grâce à sa place de premier du groupe B du Tournoi de Clôture.

### Hexagonal
| Rang | Équipe             | Pts | J  | G | N | P | Bp | Bc | Diff |
| ---- | ------------------ | --- | -- | - | - | - | -- | -- | ---- |
| 1    | Atlético Nacional  | 14  | 10 | 6 | 2 | 2 | 20 | 7  | +13  |
| 2    | Deportivo Cali     | 12  | 10 | 5 | 2 | 3 | 23 | 15 | +8   |
| 3    | CD Los Millonarios | 12  | 10 | 5 | 2 | 3 | 15 | 11 | +4   |
| 4    | Atlético Junior    | 11  | 10 | 5 | 1 | 4 | 15 | 15 | 0    |
| 5    | Once Caldas        | 7   | 10 | 3 | 1 | 6 | 14 | 21 | -7   |
| 6    | Deportes Quindío   | 4   | 10 | 1 | 2 | 7 | 7  | 25 | -18  |

|  | Qualification pour la Copa Libertadores 1977 |
|  | T: Tenant du titre                           |

## Bilan de la saison
| Championnat de Colombie de football 1976 |                              |
| Champion                                 | Atlético Nacional (3e titre) |
| Qualifications continentales             |                              |
| Copa Libertadores 1977                   | Atlético Nacional            |
| Copa Libertadores 1977                   | Deportivo Cali               |
| Promotions et relégations                |                              |
| Promus en Primera A                      | Aucun                        |
| Relégués en Primera B                    | Aucun                        |